# John Kerr (calciatore 1943)
John Kerr detto senior (Glasgow, 15 ottobre 1943 – 19 giugno 2011) è stato un allenatore di calcio e calciatore scozzese naturalizzato canadese, di ruolo centrocampista.

## Biografia
Nato in Scozia, si trasferì in giovane età in Canada, ottenendone anche la nazionalità. Il figlio John Kerr, Jr., ha seguito le orme paterne divenendo anch'egli calciatore e poi allenatore, così come la nipote Alexandra, anch'ella calciatrice. Kerr è morto nel 2011 nella Carolina del Nord.

## Carriera

### Calciatore

#### Club
Ha avuto il primo approccio al calcio già nella natia Scozia, per poi continuare in Canada, ove gioca con l'Hamilton Steelers/Primos, club della ECPSL e poi della NSL.
Nel 1968, viene ingaggiato dagli statunitensi del Detroit Cougars, per disputare la prima edizione della North American Soccer League. Con il club di Detroit ottiene il quarto ed ultimo posto della Lakes Division.
Dopo un fugace ritorno in patria con il St. Mirren, l'anno seguente viene ingaggiato dai Washington Darts, club della ASL, vincendo il campionato 1969. Dalla stagione 1970 Kerr con i suoi Darts milita nella NASL, raggiungendone la finale, persa contro i Rochester Lancers. 
La stagione 1971 fu invece conclusa al terzo posto della Southern Division.
Nel 1971 gioca nel New York Hota, con cui vince la National Challenge Cup 1971, battendo in finale il San Pedro Yugoslavs.
Nel 1972 passa ai N.Y. Cosmos, con cui vince la North American Soccer League 1972: dopo aver vinto la Northern Division, si aggiudica il torneo, battendo in finale, che giocò da titolare, il St. Louis Stars.
Dopo un'esperienza con i messicani dell'América, con cui ottiene il terzo posto nella Primera División 1972-1973, torna ai Cosmos, con cui milita altre tre stagioni.
Nella stagione 1976 passa ai Washington Diplomats, con cui non supera il primo turno. Chiuderà la carriera agonistica nei Diplomats nel 1977.

#### Nazionale
Kerr, naturalizzato canadese, ha giocato dieci incontri con la nazionale di calcio del Canada.

### Allenatore
Già ancora quando giocava, iniziò ad allenare alcune rappresentative universitarie statunitensi. Nella stagione 1977, l'ultima di attività agonistica, è assistente allenatore nei Washington Diplomats.
Dopo esperienze nelle giovanili del Montgomery Utd e con i dilettanti del Fairfax Spartans, dal 1987 al 1990 è l'allenatore dei Washington Stars, dove allena anche il figlio John Jr.. Dal 1993 al 1994 è allenatore dei Richmond Kickers.

## Palmarès

### Club
- American Soccer League: 1

Washington Darts: 1969
- National Challenge Cup: 1

New York Hota: 1971
- Campionato NASL: 1

New York Cosmos: 1972